# Peng Weiguo
Peng Weiguo (彭偉國T, 彭伟国S, Péng WěiguóP; Canton, 3 ottobre 1971) è un allenatore di calcio ed ex calciatore cinese, di ruolo centrocampista.

## Carriera
Con la Nazionale cinese ha partecipato alla Coppa d'Asia 1992, arrivando al 3º posto, e alla Coppa d'Asia 1996.

## Palmarès

### Allenatore

#### Competizioni nazionali
- China League One: 1

Guangzhou Evergrande: 2010
- Campionato cinese: 2

Guangzhou Evergrande: 2011, 2012
- Coppa della Cina: 1

Guangzhou Evergrande: 2012